# Carlos Aránguiz
Carlos Ramón Aránguiz Zúñiga (Antofagasta, 18 de septiembre de 1953 - Rancagua, 3 de enero de 2021) fue un abogado, juez y escritor chileno. Se desempeñó como ministro de la Corte Suprema de Chile entre 2014 y 2021, y como ministro de la Corte de Apelaciones de Rancagua entre 2001 y 2014. Como escritor publicó 9 obras, incluyendo novelas, cuentos y poesía.

## Carrera judicial
Carlos Aránguiz realizó sus estudios secundarios en el Liceo Valentín Letelier de Santiago y posteriormente estudió Derecho en la Universidad de Chile. Su carrera judicial comenzó como secretario en el Primer Juzgado del Crimen de Valparaíso. Posteriormente fue juez titular en el 1º Juzgado de Letras de Los Andes, 2º Juzgado de Letras de San Felipe, 1º Juzgado del Trabajo de Valparaíso y 6º Juzgado del Crimen de Santiago, y fiscal en la Corte de Apelaciones de Coyhaique. 
El año 2001 fue nombrado ministro en la Corte de Apelaciones de Rancagua. Aránguiz adquirió notoriedad pública el año 2002 al ser designado como ministro en visita del denominado Caso Coimas, un escándalo de corrupción que comprometió a numerosos parlamentarios y personeros del gobierno del presidente Ricardo Lagos Escobar, donde el juez —por primera vez en la historia de Chile— logró el desafuero de cinco diputados. Ocupó la presidencia de la Corte de Apelaciones de Rancagua en cuatro oportunidades, la última de ellas en el año judicial 2011-2012.
Tras haber sido nominado por el presidente Sebastián Piñera y ratificado unánimemente por el Senado, asumió como ministro de la Corte Suprema el 28 de enero de 2014, en el cupo dejado por Gabriela Pérez. Fue parte de las salas Cuarta, Tercera y Primera del máximo tribunal chileno y dirigió la Comisión de Lenguaje Claro dentro del Poder Judicial. Se desempeñó en el cargo de ministro hasta su fallecimiento, ocurrido el 3 de enero de 2021 a causa de una fibrosis pulmonar.

## Carrera literaria y académica
Paralelo a su carrera judicial, Aránguiz se destacó como escritor de cuento, novela y poesía. Una parte significativa de su obra literaria está inspirada y ambientada en la Región de Aysén, Patagonia chilena, donde residió entre los años 1989 y 2000. Sus libros fueron traducidos al inglés, portugués y alemán, y sus dos primeras obras fueron declaradas material complementario para la educación por el Mineduc. Fue miembro de la Sociedad de Escritores de Chile y de la Academia Chilena de la Lengua. Además, fundó la revista literaria Francachela.
También se desempeñó como académico en las facultades de Derecho de la Universidad de Los Lagos y la Universidad Andrés Bello.

## Obras
- Cuentos de la Carretera Austral (cuentos, 1991)
- Aysén: La estación del olvido (novela, 1992)
- Desde Aysén y otros casi-poemas (poemas, 1995)
- Cuentos bioceánicos (cuentos, 1997)
- De cordilleras y alevines (poemas, 1997)
- Piel de naufragios (poemas, 1999)
- Defensa de Lot (poemas, 2007)
- La condesa de la Patagonia (novela, 2008)
- El muérdago y otros afanes truncos (cuentos, 2017)